# Hiéroglyphe égyptien P4
Le hiéroglyphe égyptien P4 (barque de pêcheur) est classifiée dans la section P « Bateaux et parties de bateaux » de la liste de Gardiner ; cet hiéroglyphe y est noté P4.

## Représentation
Il représente une barque de pêcheur portant un filet naviguant sur un plan d'eau
(hiéroglyphes N39 (bassin rempli d'eau) ou N36 (canal).
Il est translittéré wḥˁ.

## Utilisation
| P4 · a | K1 · Z2 | A1 | / | P4 · Z2 |

| P4 · a | K1 · Z2 | A1 | / | P4 · Z2 |

« pêcheur, oiseleur » et dérivés.

## Exemples de mots
| P4 · a | W · a |

| P4 · a | W · a |

| P4 · a | D54 |

| P4 · a | D54 |

| P4 · a | Z8 · Z2 |

| P4 · a | Z8 · Z2 |